# Філота
Філота  ( дав.-гр. Φίλωτας дав.-гр. Φίλωτας, лат. Filotas ; страчений в 330 до н. е. ) - командир кінноти гетайрів македонського війська в азійському поході македонського царя Александра
Великого .

## Біографія

### Командир гетайрів
Філот був старшим сином Парменіона, довіреного полководця як царя Філіпа II, так і його сина, Александра Великого. У той час як Парменіон був фактично заступником Александра, його сини також обіймали високі посади в армії. Філота був командиром македонської кінноти, а його брат Никанор очолював щитоносців, пішу гвардію македонських царів, куди відбирали найкращих воїнів і які билися поруч із царем. Плутарх називав Філоту близьким другом (друг дитинства  ) Александра ще до вступу останнього на престол. У поході проти фракійців та іллірійців ім'я Філоти миготить поруч із ім'ям Александра як командир ескадрону, в азійському поході Філота командував вже всім корпусом (8 ескадронів) македонських гетайрів.

Багатий і зарозумілий, Філота заздрив славі Александра. Плутарх повідомляв:
« Як це властиво молодим людям, Філота нерідко, випивши вина, хвалився перед коханою своїми військовими подвигами, приписуючи найбільші з діянь собі та своєму батькові і називаючи Александра хлопчиськом, який їм обом зобов'язаний своєю могутністю . »
Ці розмови дійшли до Александра, проте він повністю довіряв Філоті, і той виправдовував його очікування. Гетайри проявили себе з найкращого боку в усіх основних битвах в Азії: кінному бої при Граніку, битві при Іссі, вирішальній битві при Гавгамелах .

### Змова Філоти
330 року до н. е. помер від хвороби Ніканор, а в грудні того ж року в Бактрії зірка Філоти закотилася.
В Александрії Профтазії Александр запобіг змові яка проти його готувалася. Офіцер Кебалін повідомив Філоті, що якийсь солдат Дімн, будучи п'яним, зізнався в існуванні змови проти царя. Однак Філота не став нічого розповідати Александру, бо, як виявилося, він і був організатором цієї змови. Кебалін, запідозривши недобре, через пажа дав про все знати Александру. Дімн був незабаром заарештований, але встиг накласти на себе руки, нічого не розповівши про змову, а Філота пояснив своє мовчання тим, що вважав відомості Кебаліна недостатньо достовірними, щоб звертати на них увагу.
Ще в Єгипті до Александра дійшли чутки про нелояльність Філоти, і цар вирішив покарати його. Вночі Філота був заарештований і приведений на суд солдатів. Александр зібрав солдатів, оскільки « за стародавніми звичаями Македонії, вирок по кримінальним злочинам виносило військо, у мирний час це було право народу і влада царів не мала значення, якщо раніше не виявилося думка мас » (Curt., 6.8).

Жоден із змовників не вказав на Філоту, проте його все ж таки піддали тортурам.
« Спочатку, коли його мучили то бичами, то вогнем і не для того, щоб домогтися правди, але щоб покарати його, він не тільки не видав ні звуку, але й стримував стогін. Але коли його тіло, що розпухло від безлічі ран, не могло більше витримати ударів бича по оголених кістках, він обіцяв, якщо стримають його страждання, сказати те, що вони хочуть » (Curt., 6.9).
Філота зізнався у намірі проти царя, хоч і заперечував причетність до змови Дімна. За давнім звичаєм македонського війська Філоту вбили дротиками (Арріан), або ж закидали камінням (Курцій).
До його батька Парменіона, який з частиною війська налагоджував владу в нещодавно підкореній Мідії, Александр послав убивцю і таким чином убезпечив себе від можливої зради розгніваного батька. Командування над кіннотою гетайрів Александр розділив між найближчим другом Гефестіоном, який виявив старанність у недоведеному звинуваченні, і командиром царського ескадрону Клітом .
1. 1 2  Филота // Энциклопедический словарь Брокгауза и Ефрона : в 86 т. (82 т. и 4 доп. т.). — СПб., 1890—1907. (рос. дореф.)

### Дослідження
- Heckel W.[en]. Philotas 4 // Who's Who in the Age of Alexander the Great: Prosopography of Alexander's Empire. — Malden; Oxford; Carlton : Blackwell Publishing, 2006. — P. 216—219. — ISBN 1-4051-1210-7.